# Michael Owen (rugby à XV)
Pour les articles homonymes, voir Michael Owen et Owen.
Pas d'image ? Cliquez ici

a Compétitions nationales et continentales officielles uniquement.

b Matchs officiels uniquement.
Dernière mise à jour le 5 juillet 2011.
Michael James Owen, né le 7 janvier 1980 à Pontypridd, est un joueur de rugby gallois. Il évolue en club pour l'équipe des Saracens de 2008 à 2010 et en équipe nationale de 2002 à 2007. Il est troisième ligne centre, mais il peut jouer aussi à l'aile voire en deuxième ligne. Sa prise de balle en touche est son point fort[réf. nécessaire]. 

## Biographie
Michael Owen débute avec l'équipe du pays de Galles contre l'Afrique du Sud en 2002, devenant le millième joueur gallois sélectionné avec le XV du Poireau. Il réalise très vite de bonnes prestations, même s'il ne participe pas à la Coupe du monde 2003. Durant l'été 2005, il participe à la tournée des Lions en Nouvelle-Zélande et connaît une cape officielle. 
Il joue en club avec le Pontypridd RFC depuis 1999, club de sa ville natale. En 2003, la fédération galloise réorganise le championnat et introduit des franchises issues de la collaboration entre plusieurs clubs, pour élever le niveau du rugby gallois en club. Michael Owen rejoint alors l'équipe des Newport Gwent Dragons nouvellement créée pour disputer la Celtic League. En 2007, il est invité à jouer avec les Barbarians. En 2008, il quitte les Dragons et signe avec le club anglais des Saracens. Il y joue deux saisons avant de prendre sa retraite à la fin de la saison 2009-2010 en raison d'une blessure récurrente au genou. Il devient alors entraîneur du club de Hertford RFC.

## Palmarès
- Vainqueur du Tournoi des Six Nations en 2005 (Grand Chelem)
- Vainqueur de la Coupe du pays de Galles en 2002
- Finaliste du Championnat d'Angleterre en 2010.

## Statistiques en équipe nationale
- 41 sélections
- 10 points (2 essais)
- Sélections par année : 5 en 2002, 3 en 2003, 11 en 2004, 9 en 2005, 6 en 2006, 7 en 2007.